# Віргініюс Балтушнікас
Віргініюс Балтушнікас (лит. Virginijus Baltušnikas, нар. 22 жовтня 1968, Паневежис) — радянськый і литовський футболіст, що грав на позиції центрального захисника за «Жальгіріс», «Екранас», декілька іноземних клубних команд, а також за національну збірну Литви.

## Клубна кар'єра
Народився 22 жовтня 1968 року в місті Паневежис. Вихованець футбольної школи клубу «Жальгіріс». Дорослу футбольну кар'єру розпочав 1985 року в основній команді того ж клубу, в якій провів п'ять сезонів, взявши участь у 39 матчах чемпіонату.
У 1990–1991 пограв за грузинський «Мзіурі» (Галі) та узбецький «Пахтакор», після чого повернувся до «Жальгіріса».
Згодом виступав у німецькому третьоліговому «Магдебурзі» та російському «Локомотиві» (Нижній Новгород), знову грав за «Жальгіріс».
Завершував ігрову кар'єру в «Екранасі», за який виступав протягом 2000—2001 років.

## Виступи за збірну
1990 року дебютував в офіційних матчах у складі новоствореної національної збірної Литви.
Загалом протягом кар'єри в національній команді, яка тривала 9 років, провів у її формі 42 матчі, забивши 9 голів.

## Титули і досягнення
- Чемпіон Литви (3):

«Жальгіріс» (Каунас): 1991, 1991-1992, 1998-1999
- Володар Кубка Литви (3):

«Жальгіріс» (Каунас): 1991, 1997
«Екранас»: 2000
- Чемпіон Європи (U-16): 1985